# Gadget (bombe atomique)
Pour les articles homonymes, voir Gadget (homonymie).
Gadget est le nom de code donné à l'engin explosif expérimental ayant servi à produire la première explosion nucléaire de l’histoire. Sa conception et son assemblage sont le produit des recherches américaines menées sur les armes nucléaires pendant la Seconde Guerre mondiale dans le cadre du projet Manhattan. Le 16 juillet 1945, la mise à feu de l'engin entraîna la toute première explosion atomique, au Nouveau-Mexique lors de l’essai désigné sous le nom de code Trinity.

## Genèse
Le terme de « gadget » était, à l'époque du projet Manhattan, un euphémisme de laboratoire pour désigner la bombe. Dès août 1944, la division de physique des armes fut ainsi baptisée « Division G », en référence au concept de gadget. Le nom de gadget n'était alors pas spécifiquement utilisé pour désigner l'engin explosif destiné à l'essai Trinity, qui en était encore à ses balbutiements. Dès le commencement de l'assemblage de l'engin, le surnom de Gadget s'imposa naturellement, en parallèle de sa nomenclature officielle « Y-1561 », qui s'appliqua aussi à l'engin baptisé par la suite Fat Man lorsqu'il sera tiré sur Nagasaki. Fat Man était d'ailleurs très proche, en termes de conception, de Gadget ; il différait principalement par le fait qu'il n'était pas destiné à un tir expérimental, mais à un usage opérationnel au Japon par largage à partir d'un avion. Ce faisant, l'engin utilisé à Nagasaki était muni d'une enveloppe balistique externe et d'une fusée d'allumage, et bénéficiait de quelques modifications mineures permises par les observations faites lors de Trinity.

## Architecture

### Généralité
Gadget obéit à une architecture bien plus complexe que celle de la bombe Little Boy utilisée à Hiroshima, trois jours avant l'explosion de Fat Man à Nagasaki. Tout comme cette dernière, Gadget est conçue comme une bombe de type à implosion au plutonium 239, tandis que Little Boy est une bombe de type à insertion à l'uranium 235. Le choix de cet élément comme matériau fissile destiné à une arme était la conséquence de plusieurs constats : d'une part, la haute fissilité du plutonium 239, en faisait un excellent candidat pour servir de réactif alternatif à l'uranium, d'autre part, sa production — le plutonium, élément produit artificiellement en réacteur, presque inexistant à l'état naturel — était montée en flèche grâce à la mise en route d'usines d'enrichissement de l'uranium. Cependant, le plutonium étant plus instable, l'architecture à insertion n'était pas envisageable. Les chercheurs de Los Alamos se tournèrent alors vers l'alternative plus complexe de la bombe à implosion.

### Principes de la bombe A à implosion
Une bombe à implosion repose non pas sur le déplacement de deux masses subcritiques l'une vers l'autre, mais par la compression rapide, synchrone, et à haute énergie de déformation, d'un ensemble de blocs de matière fissile disposés selon la forme d'une sphère, creuse ou pleine. La compression permet d'augmenter rapidement la densité du réactif, et ainsi atteindre une configuration supercritique, qui déclenchera la réaction de fission nucléaire et donc l'explosion. La mise en œuvre d'une arme à implosion est plus délicate que celle d'une arme à insertion : la compression de la matière fissile est réalisée à l'aide d'explosifs conventionnels, qui doivent être à la fois compacts, homogènes, puissants, et disposés avec une précision millimétrique tout autour de la sphère de matière fissile, afin de provoquer un front d'ondes de compression lui aussi parfaitement sphérique. La détonation de ces explosifs est déclenchée par un ensemble de détonateurs qui doivent être rigoureusement synchronisés et agencés pour que l'onde de compression ait une géométrie parfaite. En septembre 1943, le mathématicien John von Neumann avait proposé un modèle d'arme composé d'un cœur en matière fissile entouré par deux types d'explosifs produisant des ondes de choc de vitesses différentes. En alternant précisément les couches pour former une lentille explosive, il était possible de concentrer l'énergie vers le cœur de plutonium pour le comprimer à plusieurs fois sa densité initiale et atteindre une masse critique. Cette technique était particulièrement délicate à mettre en œuvre et tout le laboratoire de Los Alamos fut réorganisé en août 1944 pour se concentrer sur la création d'une arme à implosion fonctionnelle.

### Solutions adoptées pourGadget

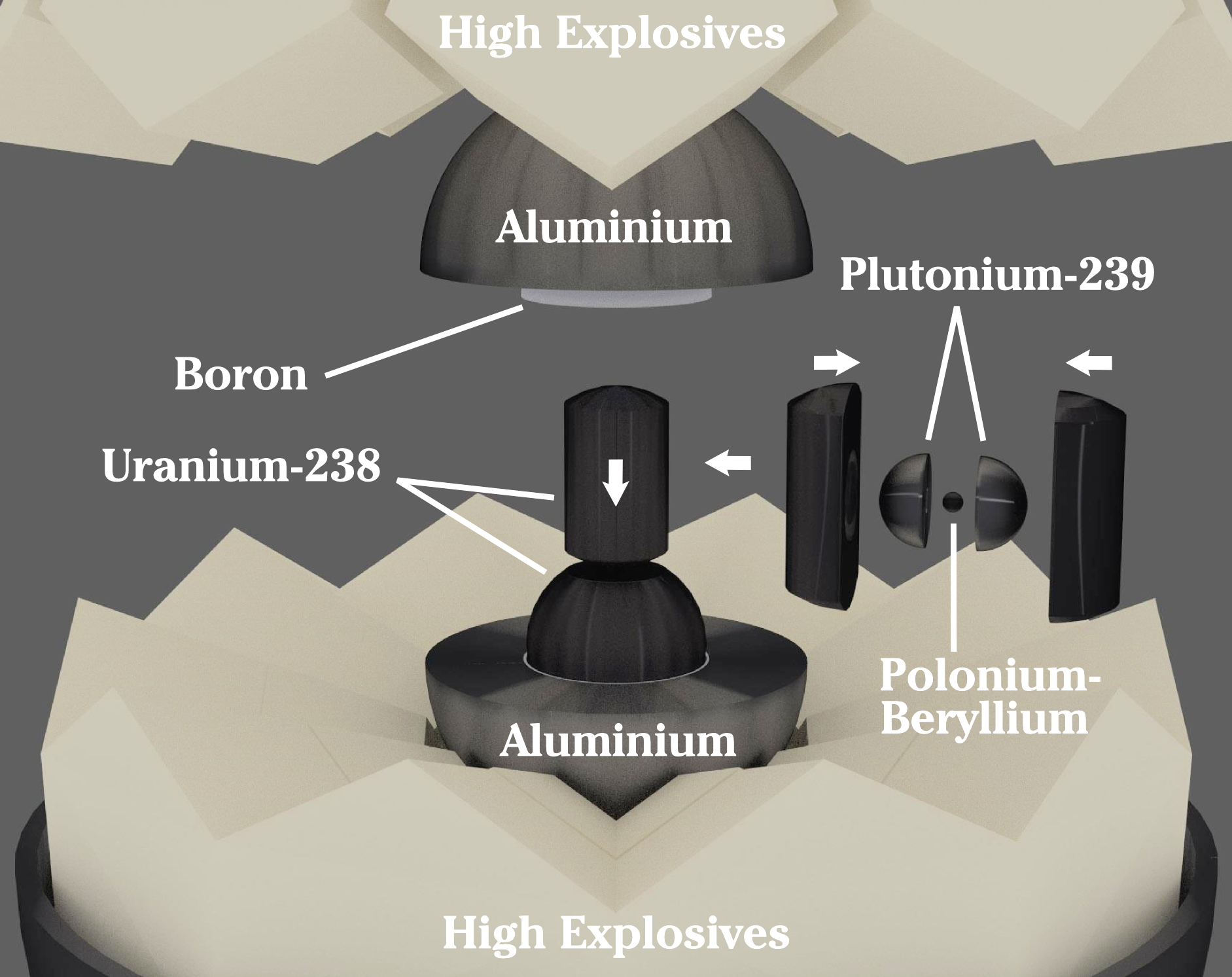
Écorché du cœur de Gadget, entouré de sa cellule de maintien en aluminium et uranium, et de l'assemblage de lentilles explosives.

Pour que la conception de Gadget reste aussi simple que possible, les ingénieurs et physiciens du projet Manhattan ont dû explorer plusieurs solutions et trancher afin de garantir les chances de succès du tir expérimental, le tout premier du genre, et éviter un long feu, qui se solderait par l'échec de la réaction en chaîne, et provoquerait une explosion très localisée sans puissance nucléaire mais engendrant une forte radioactivité. Ils optèrent pour l'emploi d'un noyau fait de plutonium 239 sphérique, tendre et malléable, bien que les calculs aient montré qu'un noyau creux permettrait une meilleure rentabilité énergétique du plutonium au moment de l'explosion,. Cette conception fut baptisée architecture « Christy Core » ou « Christy pit », du nom du physicien canadien Robert F. Christy, spécialiste des questions de criticité, qui s'attela à la conception d'un noyau adapté au cahier des charges de l'essai Trinity,,.
Les ingénieurs chargés de la conception du noyau choisirent d'employer la phase allotropique δ (delta) du plutonium 239, malléable à température ambiante. L'élément central de la bombe, le cœur, était composé de deux hémisphères moulés et pressés de 92 millimètres de diamètre et d'une masse totale de 6 190 grammes. Ces derniers étaient composés d'un alliage de plutonium — sous sa forme allotropique δ, la plus malléable et facile à usiner — et de gallium, destiné à maintenir sa stabilité à température ambiante,. La désintégration du plutonium générait une puissance de 15 watts chauffant le cœur à une température d'environ 40 °C. Les demi-sphères possédaient par ailleurs un revêtement en argent ; mais des boursouflures apparurent sur ce revêtement, qui furent recouvertes de feuilles d'or, et les cœurs suivants reçurent un revêtement en nickel, plus stable. Le cœur de Trinity n'était composé que de ces deux hémisphères, mais les cœurs ultérieurs furent équipés d'un anneau de section triangulaire, au niveau de la jonction des deux demi-sphères, pour éviter que les neutrons ne puissent s'échapper et provoquer une pré-détonation.
Au centre du cœur de la sphère, se trouvait une petite cavité sphérique d'environ 25 millimètres de diamètre, destinée à accueillir une source de neutrons, appelée « initiateur ». L'initiateur était quant à lui composé de deux hémisphères en béryllium, entourant une plus petite sphère de béryllium recouverte de polonium, à la manière de « poupées russes » ; la compression de cet initiateur par les ondes de choc générées par les charges explosives devait ainsi provoquer une forte élévation de la température, donc une fusion partielle et le mélange des deux composants, et générer un important influx de neutrons, dans toutes les directions de la sphère, destinés à déclencher en retour la réaction en chaîne du plutonium.
Dans l'assemblage final, le cœur en plutonium était placé au milieu de deux demi-cylindres en uranium. Cet élément surnommé slug était positionné à son tour dans une plus grande sphère en uranium, de centre creux, elle-même placée entre deux hémisphères en aluminium au contact des lentilles explosives. Cette conception, variante plus sophistiquée du simple assemblage de sphères sous la forme de poupées gigognes était liée à des questions de sécurité : le slug en uranium contenant les éléments destinés à la réaction nucléaire pouvait, en ayant cette forme cylindrique d'insert, être assemblé au dernier moment plus facilement et être maintenu aussi longtemps que possible à l'écart des explosifs. Le choix de l'uranium pour le slug et la sphère centrale était lié à sa densité, très élevée, qui permettrait de maintenir le cœur comprimé lors de la réaction en chaîne, et d'obtenir le meilleur rendement possible. Cet uranium n'était cependant pas enrichi, et n'était pas destiné à participer à la réaction en chaîne initiale, mais des études ultérieures de l'essai Trinity révélèrent qu'environ 30 % l'énergie de l'arme était en fait liée à la fission de l'uranium induite par les neutrons rapides de l'explosion.

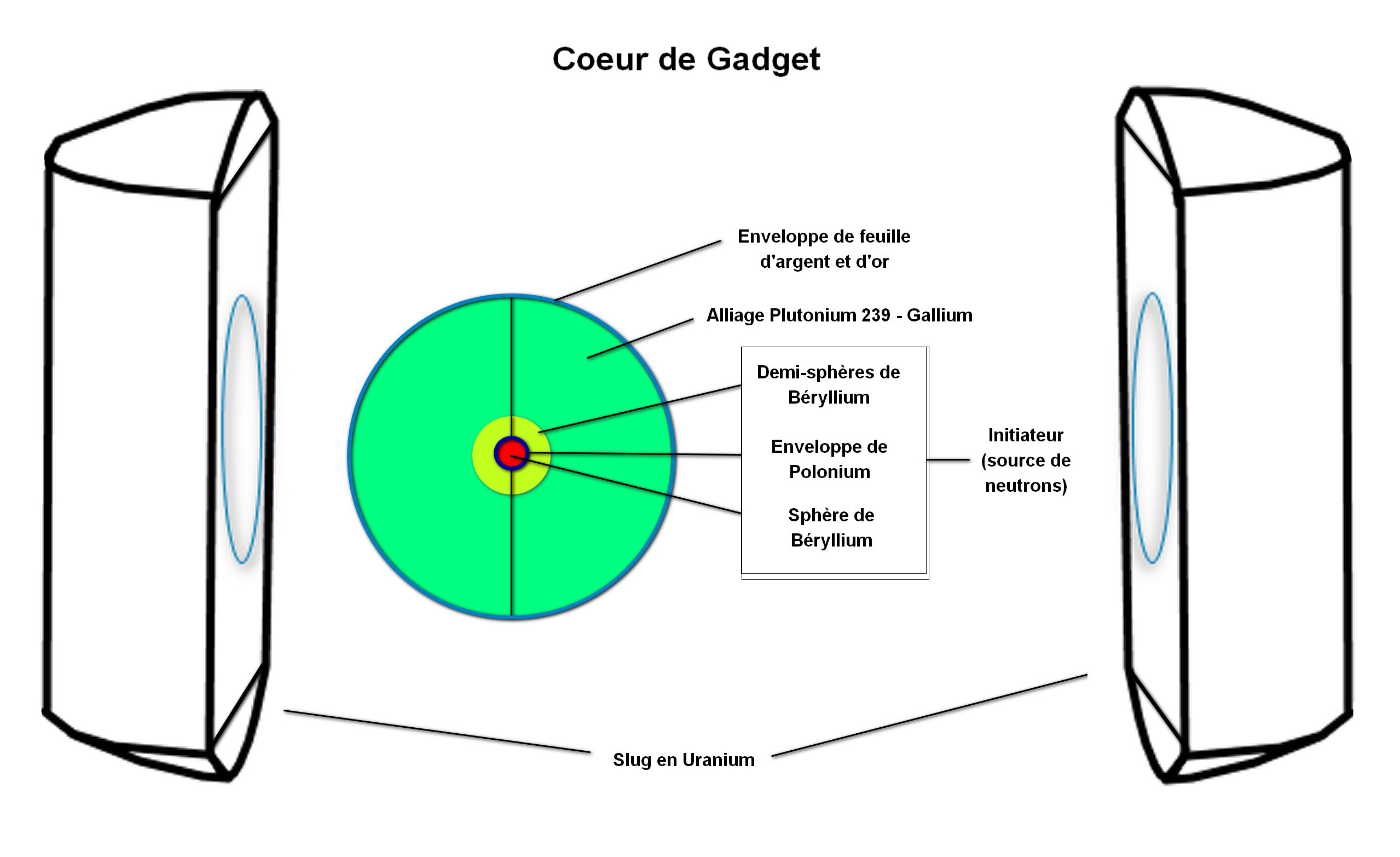
Schéma simplifié de l'assemblage du cœur de la bombe atomique Gadget, utilisée pour le test Trinity.

### Assemblage et préparation du testTrinity
Un essai d'assemblage de Gadget, sans les composants nucléaires et explosifs, fut réalisé avec succès par l'équipe de Norris Bradbury à Los Alamos le 3 juillet. Les lentilles explosives arrivèrent au laboratoire les 7 et 10 juillet ; chacune fut analysée par Bradbury et l'expert en explosifs George Kistiakowsky, qui choisirent les meilleures. Les autres furent confiées à Edward Creutz (en), qui réalisa un essai de détonation près de Los Alamos. Les premières analyses semblèrent montrer que les lentilles n'avaient pas explosé simultanément. Cela laissait penser que l'essai Trinity échouerait, mais Bethe étudia de manière approfondie les résultats durant la nuit, et conclut que tout avait fonctionné correctement.
L'assemblage final des éléments nucléaires commença le 13 juillet dans la ferme du ranch McDonald, dont la chambre principale avait été transformée en salle blanche. L'initiateur, assemblé par Louis Slotin, fut placé au centre des deux hémisphères de plutonium. La sphère obtenue fut alors positionnée par Cyril Stanley Smith dans les demi-cylindres du slug ; les interstices furent comblés avec des feuilles d'or, et les deux moitiés du slug étaient maintenues jointes par des vis en uranium. La capsule de 48 kilogrammes ainsi assemblée fut alors transportée à la base de la tour, où son sommet fut percé pour permettre son accrochage à un treuil. Hissée au sommet de Gadget, la capsule contenant le cœur fut descendue dans son centre via un espace créé par le retrait de deux lentilles explosives. Au moment de son arrivée au niveau de la sphère percée en uranium, il s'avéra que la capsule était trop large pour l'orifice. Robert Bacher réalisa que la chaleur dégagée par le plutonium avait entraîné une dilatation de la capsule, tandis que le froid nocturne avait provoqué une diminution de volume de la sphère en uranium. La mise en contact des deux éléments permit un équilibrage thermique, et la capsule entra complètement dans son emplacement au bout de quelques minutes. L'anneau de levage fut retiré, et l'orifice dans la capsule comblé par un bouchon en uranium. Un disque de bore fut placé au sommet de la capsule et un bouchon en aluminium fut vissé dans la sphère du même métal, avant que les deux lentilles explosives manquantes soient ajoutées. Le dernier élément de l'enveloppe en duralumin fut mis en place, et l'assemblage fut achevé vers 16 h 45 le 13 juillet.
Gadget fut hissé jusqu'au sommet de la tour en acier de 30 mètres, où se trouvait une plate-forme en bois et un abri rudimentaire en tôle ondulée ; des matelas avaient été positionnés à la base de la tour au cas où le câble céderait. Le choix d'une explosion en hauteur était destiné à simuler un largage par un bombardier, et à réduire la contamination radioactive du sol. Une équipe composée de Bainbridge, Kistiakowsky, Joseph McKibben et de quatre soldats dont le lieutenant Bush réalisa l'armement final peu après 22 h le 15 juillet.

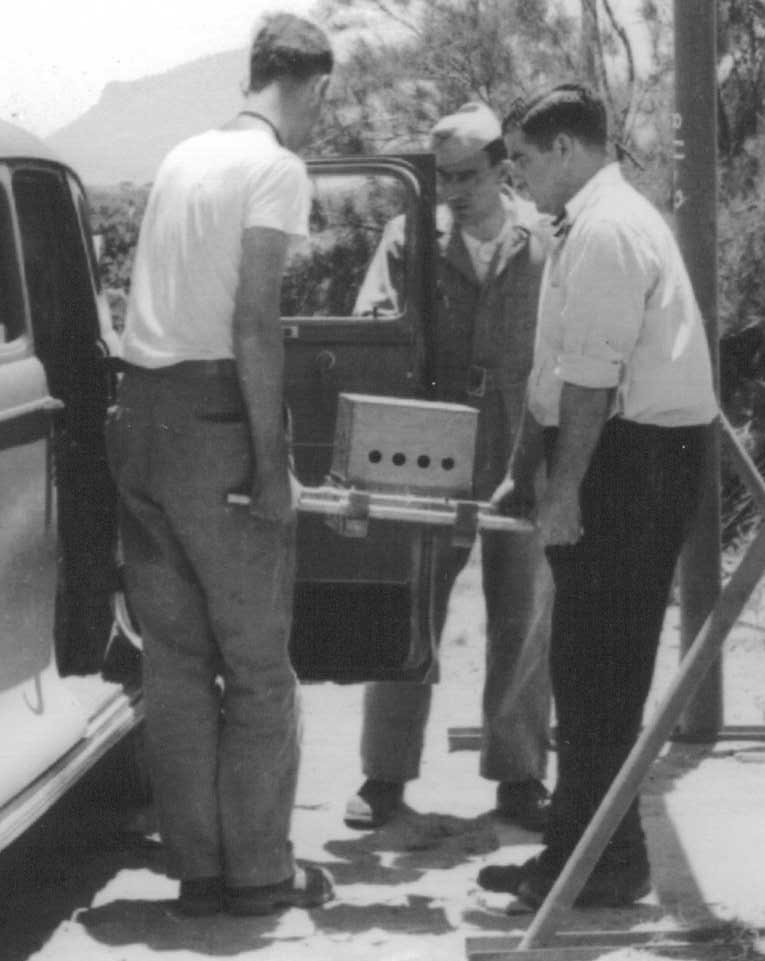
Transport de la capsule contenant le cœur de plutonium et l'initiateur vers la tour de tir.
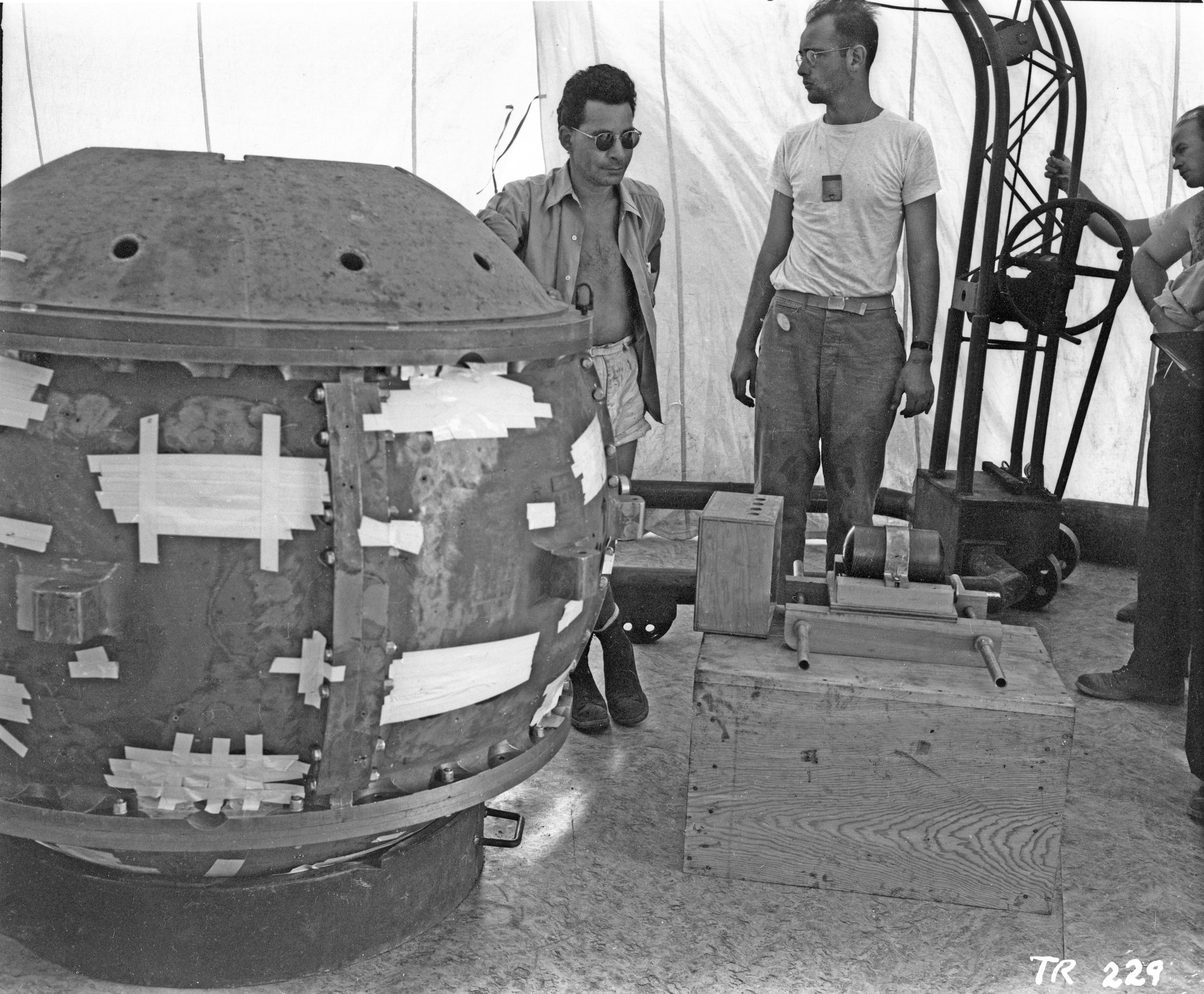
Louis Slotin devant Gadget en cours d'assemblage.
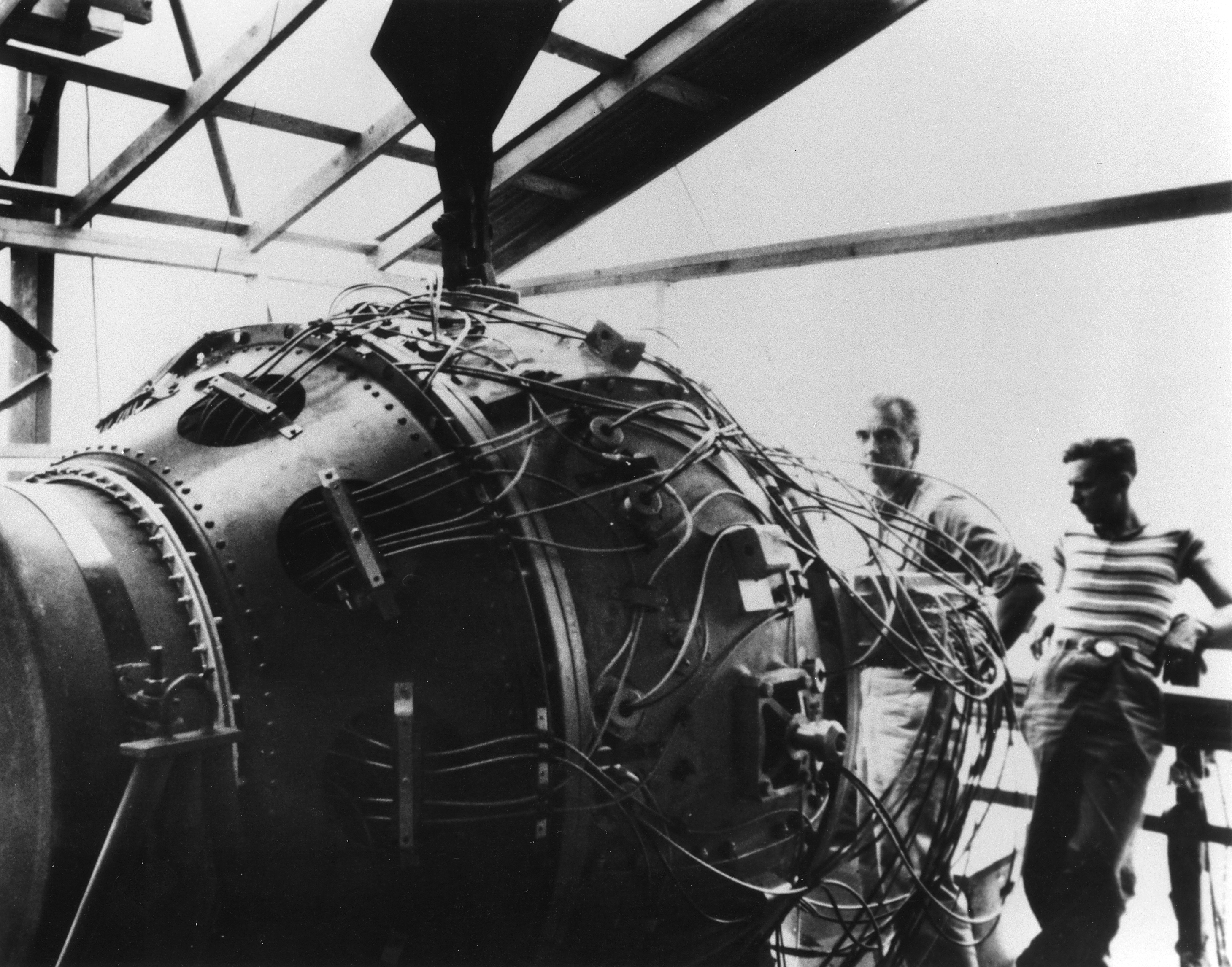
Gadget dans la tour du site d'essai de Trinity en attente de détonation. De g. à d., Norris Bradbury et Boyce McDaniel (en).
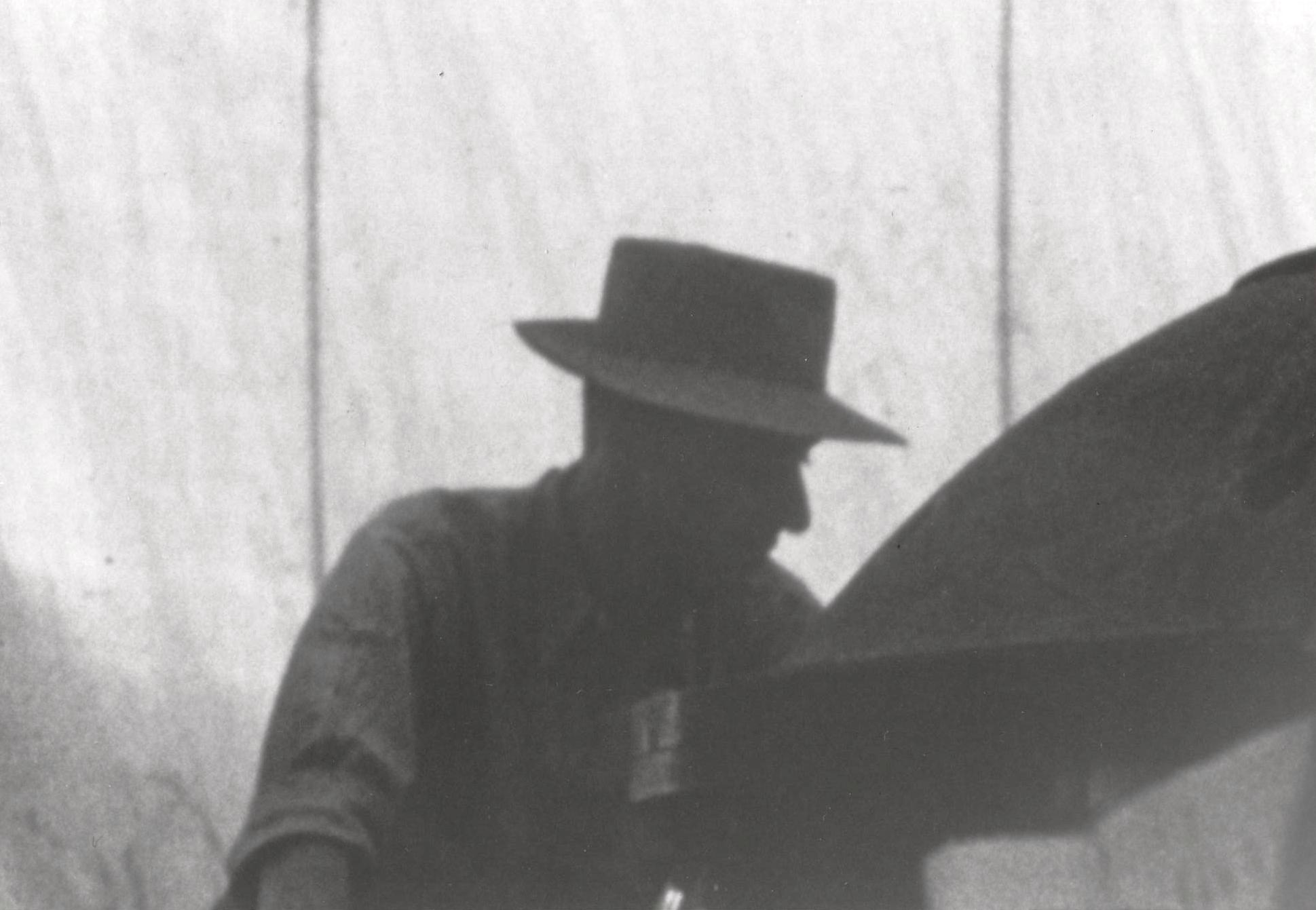
Robert Oppenheimer supervisant l'assemblage final de Gadget.
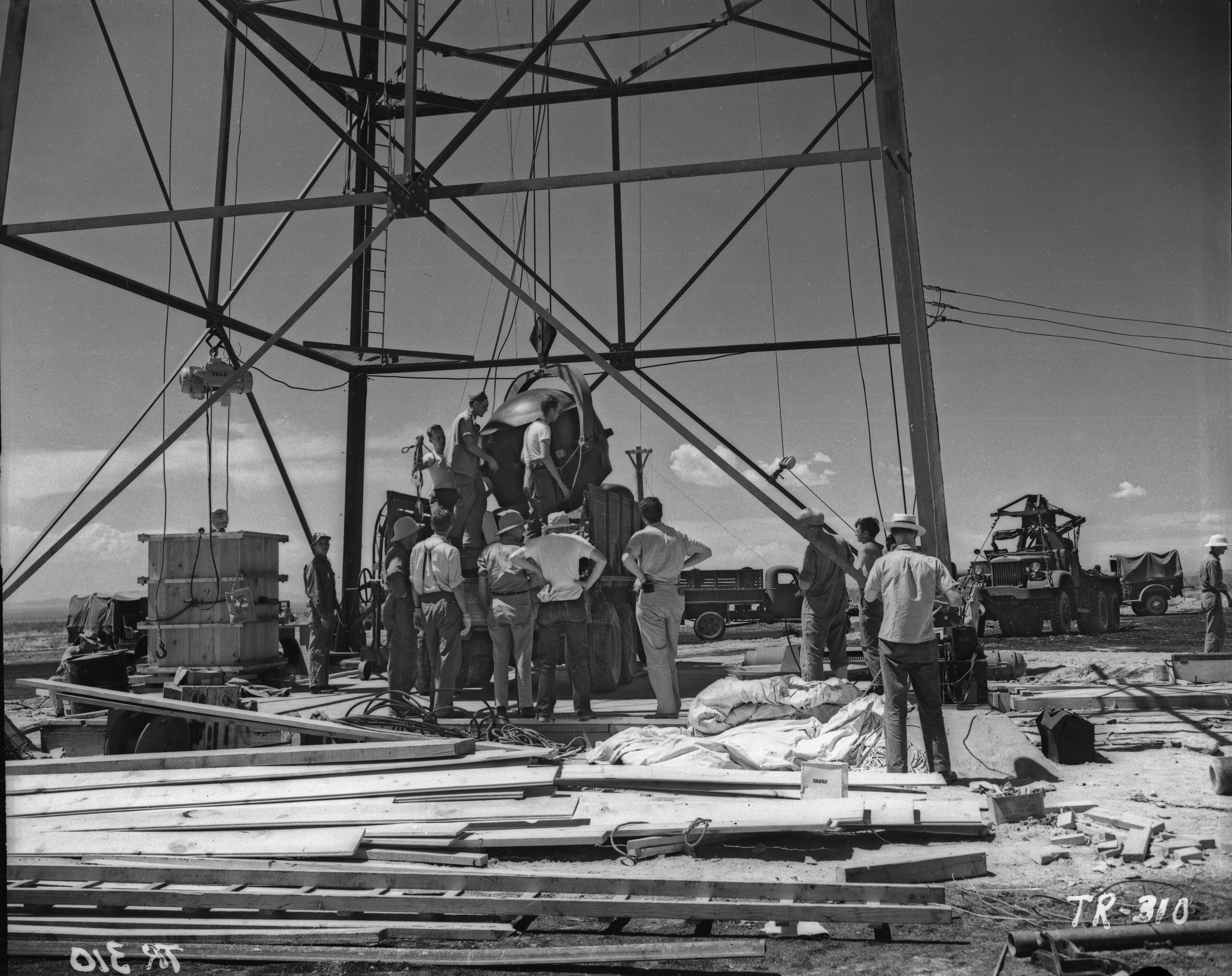
Préparation de Gadget pour le levage sur la tour de tir de l'essai Trinity.

## L'essaiTrinity
Pour le premier essai de ce nouveau type d'arme, les scientifiques du projet Manhattan désiraient une bonne visibilité, un faible taux d'humidité, des vents faibles à basse altitude et des vents orientés à l'ouest à haute altitude. Des conditions optimales furent prévues entre le 18 et le 21 juillet mais la conférence de Potsdam devait débuter le 16 et le président Harry S. Truman voulait que l'essai eut lieu avant. Le test fut donc planifié pour le 16 juillet au moment où tous les éléments de la bombe devenaient disponibles. 
Le 16 juillet, à 5 h 29 min 21 s (± 2 secondes) du matin, Gadget explosa avec une énergie équivalente à environ 20 kilotonnes de TNT. Les observateurs rapportèrent que les montagnes alentour furent éclairées « plus brillamment qu'en plein jour » pendant une ou deux secondes tandis que les personnes présentes au camp de base indiquèrent que la chaleur « était aussi forte que dans un four ». Le son de l'explosion fut entendu à plus de 160 kilomètres et le nuage en champignon s'éleva jusqu'à une altitude de 12 100 mètres. La lumière produite par l'explosion fut quant à elle visible jusqu'à 300 kilomètres de l'épicentre.
Le public apprit formellement la réalité de l'explosion peu après le bombardement d'Hiroshima par le biais du rapport Smyth publié le 12 août 1945. Rédigé par le physicien Henry DeWolf Smyth, ce document retrace l'histoire du projet Manhattan et donne des informations sur l'essai Trinity avec des photographies. Groves, Oppenheimer, des représentants du gouvernement et des journalistes se rendirent sur le site de l'essai en septembre 1945 en portant des surchaussures pour empêcher que leurs chaussures ne soient contaminées par les matières radioactives.

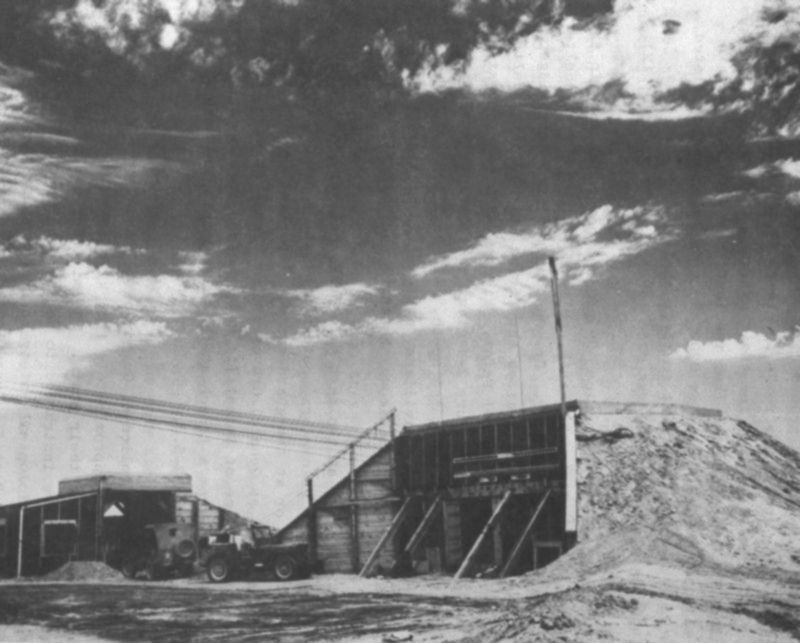
Le bunker S-10,000 utilisé par les observateurs.
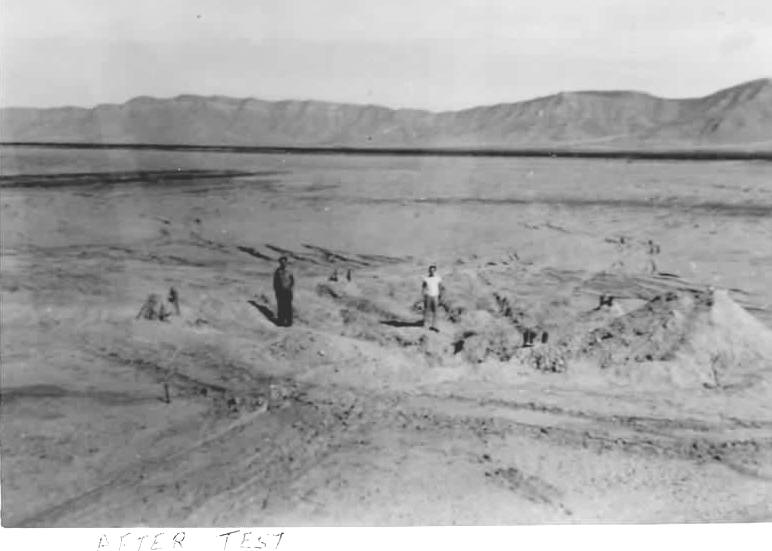
Scientifiques au point zéro en août 1945.
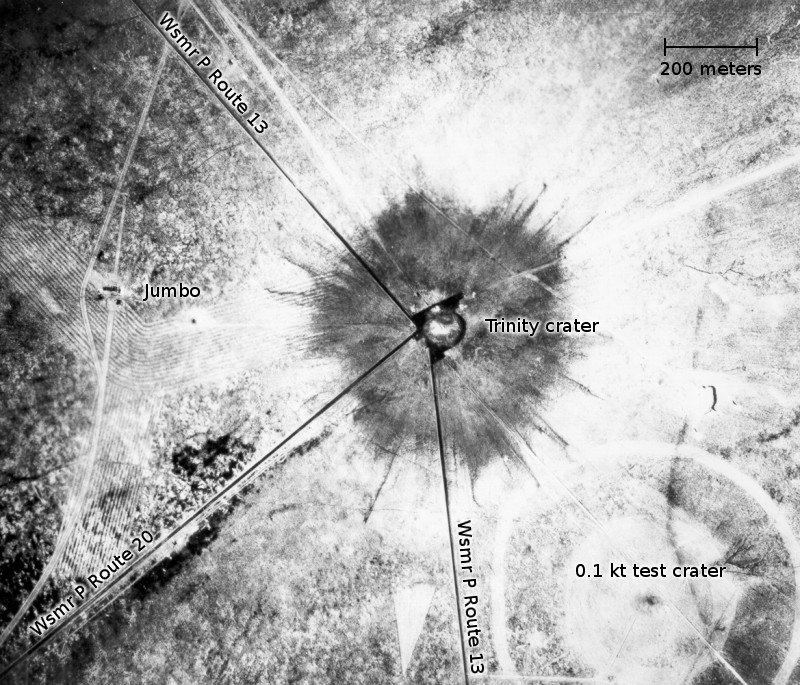
Photographie aérienne du site après l'essai[28].
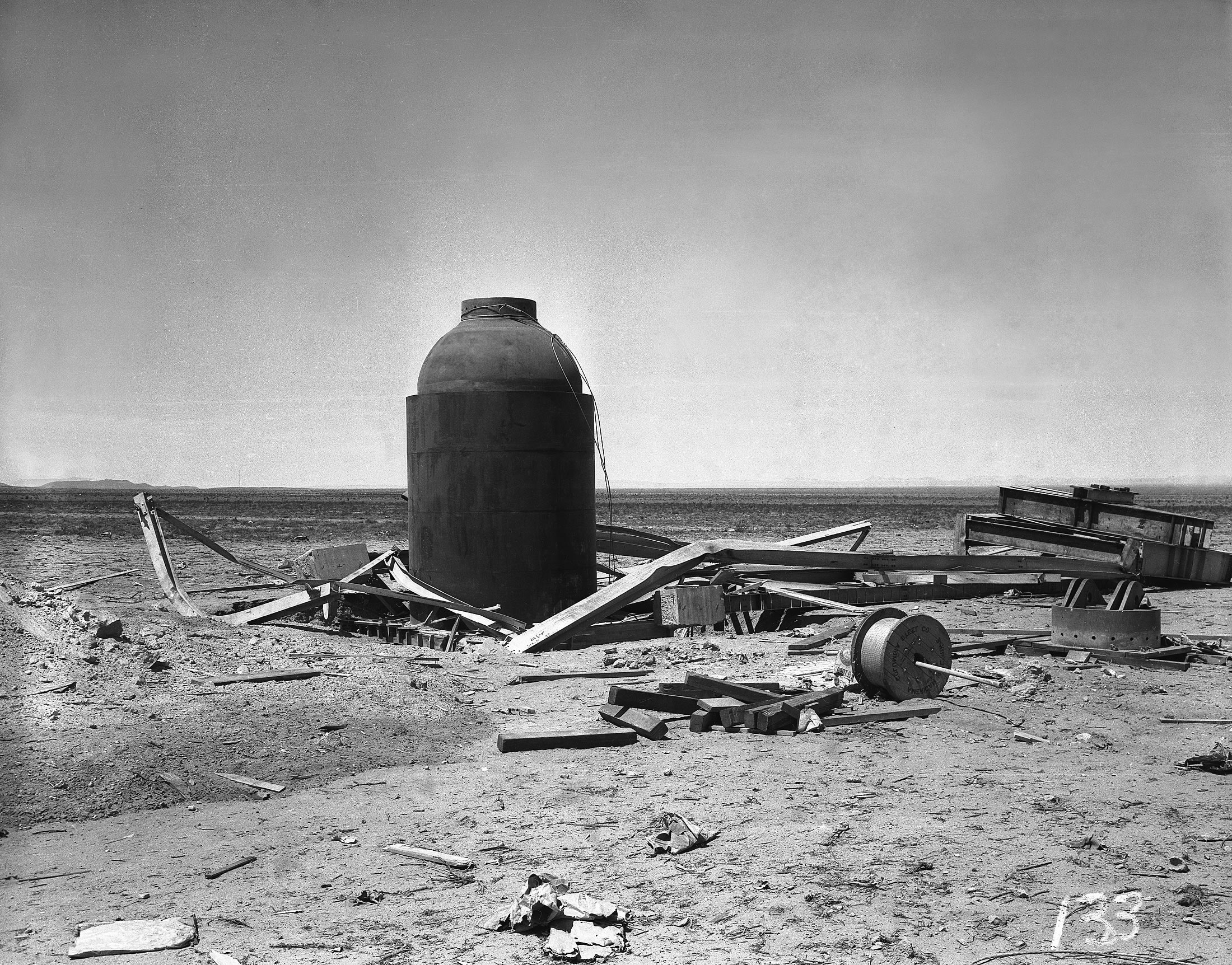
Jumbo après l'essai.